# Michael Kunze
Michael Kunze (* 9. listopadu 1943 Praha) je německý textař, libretista a spisovatel. Kromě řady textů pro německé zpěváky napsal některé texty písní v němčině pro Karla Gotta. Je autorem německého textu písně Fang das Licht (hudba: Jiří Zmožek), kterou nazpívali Darinka Rolincová a Karel Gott v roce 1985 (je to verze písně Zvonky štěstí, – Jiří Zmožek/Zdeněk Rytíř – kterou nazpívali Darinka Rolincová Karel Gott v roce 1984).

## Ocenění
- 56 Zlatých desek
- 23 Platinových desek
- Grammy Award za „Fly, Robin, fly“, hudbu složil: Sylvester Levay
- 1989 Paul-Lincke-Ring
- 1991 Goldene Feder od Deutschen Textdichter-Verbandes (volně přeloženo: Německé sdružení textařů)
- 1993 Heinz-Bolten-Baeckers-Preis cena nadace GEMA-Stiftung
- 2005 Echo – za celoživotní práci